# Scatella terryi
Scatella terryi är en tvåvingeart som beskrevs av Cresson 1926. Scatella terryi ingår i släktet Scatella och familjen vattenflugor. Inga underarter finns listade i Catalogue of Life.